# Squircle

原点を中心とし（a = b = 0）、短半径を r = 1 としたスクワークル: x^{4} + y^{4} = 1

squircle（スクワークル）は、正方形と円の中間的な図形である。少なくとも2つの「スクワークル」の定義が用いられており、1つはスーパー楕円に基づくもの、もう1つは光学分野の研究から生まれたものである。「スクワークル」という言葉は、「square」（正方形）と「circle」（円）のかばん語である。スクワークルはデザインや光学に応用されてきた。

## スーパー楕円に基づくスクワークル
デカルト座標系において、スーパー楕円は次の方程式で定義される。
{\displaystyle \left|{\frac {x-a}{r_{a}}}\right|^{n}+\left|{\frac {y-b}{r_{b}}}\right|^{n}=1,}
ここで ra と rb はそれぞれ長半径と短半径、a と b は楕円の中心の x 座標と y 座標、n は正の数である。ここから、典型的なスクワークルは ra = rb かつ n = 4 のスーパー楕円として定義される。その方程式は以下の通りである。
{\displaystyle \left|x-a\right|^{4}+\left|y-b\right|^{4}=r^{4}}
ここで r はスクワークルの半径である。これを円の方程式と比較するとよい。スクワークルが原点を中心とするとき、a = b = 0 となり、これはラメの特殊な四次曲線と呼ばれる。
このスクワークルの内部の面積は、ベータ関数 B またはガンマ関数 Γ を用いて次のように表現できる。
{\displaystyle \mathrm {Area} =4\int _{0}^{r}{\sqrt[{4}]{r^{4}-x^{4}}}dx=4r\int _{0}^{r}{\sqrt[{4}]{1-{\frac {x^{4}}{r^{4}}}}}dx=4r^{2}\int _{0}^{1}{\sqrt[{4}]{1-u^{4}}}du={\sqrt[{4}]{4}}r^{2}\int _{0}^{\frac {1}{4}}v^{-{\frac {3}{4}}}{\sqrt[{4}]{1-4v}}dv=}
{\displaystyle r^{2}\int _{0}^{1}(1-w)^{\frac {1}{4}}w^{-{\frac {3}{4}}}dw=r^{2}\int _{0}^{1}(1-w)^{{\frac {5}{4}}-1}w^{{\frac {1}{4}}-1}dw=r^{2}\cdot {\text{B}}\left({\frac {1}{4}},{\frac {5}{4}}\right)=4r^{2}{\frac {\left(\operatorname {\Gamma } \left(1+{\frac {1}{4}}\right)\right)^{2}}{\operatorname {\Gamma } \left(1+{\frac {2}{4}}\right)}}=}
{\displaystyle {\frac {8r^{2}\left(\operatorname {\Gamma } \left({\frac {5}{4}}\right)\right)^{2}}{\sqrt {\pi }}}=\varpi {\sqrt {2}}\,r^{2}\approx 3.708149\,r^{2},}
ここで r はスクワークルの半径、{\displaystyle \varpi } はレムニスケート周率である。

### p'-ノルム表記
p-ノルム ‖ · ‖p を R2 上で用いると、スクワークルは次のように表現できる。
{\displaystyle \left\|\mathbf {x} -\mathbf {x} _{c}\right\|_{p}=r}
ここで p = 4、xc = (a, b) はスクワークルの中心を示すベクトル、x = (x, y) である。実質的に、これは中心から距離 r にある点の「円」であるが、距離の定義が異なる。比較として、通常の円は p = 2 の場合であり、正方形は p → ∞ の場合（上限ノルム）、回転した正方形は p = 1 の場合（タクシーノルム）で与えられる。これにより、R3 における球立方体（spherical cube）やスフューブ（sphube）、あるいはより高次元のハイパースフューブ（hypersphube）への一般化が容易になる。p の値を変えることでより一般的なスクワークルを定義でき、そこから三角法の類似物である「スクワークル三角法（squigonometry）」が発展した。

## フェルナンデス・グアスティーのスクワークル
もう一つのスクワークルは光学分野の研究から生まれた。これは上記のスーパー楕円に関連するスクワークルと区別するため、著者の一人にちなんでフェルナンデス・グアスティーのスクワークル（Fernández-Guasti squircle）または FG スクワークルと呼ばれることがある。この種のスクワークルは、原点を中心として、次の方程式で定義される。
{\displaystyle x^{2}+y^{2}-{\frac {s^{2}}{r^{2}}}x^{2}y^{2}=r^{2}}
ここで r はスクワークルの半径、s は四角さのパラメータ（squareness parameter）、x と y は区間 [−r, r] 内にある。s = 0 の場合、この方程式は円になり、s = 1 の場合は正方形になる。この方程式により、無限大を用いることなく、円から正方形への滑らかなパラメータ化が可能となる。

### 極座標形式
FG スクワークルの中心から縁までの動径距離 {\displaystyle \rho } は、円の半径と回転角を用いて次のように媒介変数表示できる。
{\displaystyle \rho ={\frac {r{\sqrt {2}}}{s|\sin {2\theta }|}}{\sqrt {1-{\sqrt {1-s^{2}\sin ^{2}{2\theta }}}}}}
実際には、コンピュータで描画する際、{\displaystyle \theta ={\frac {n\pi }{2}}}（nは任意の整数）の場合に不定形 {\displaystyle {\frac {0}{0}}} となるのを避けるため、角度の引数 {\displaystyle 2\theta } に 0.001 のような微小な値を加えるか、これらの場合に {\displaystyle \rho =r} と設定することができる。

### 四角さの線形化
FG スクワークルにおける四角さのパラメータ {\displaystyle s} は 0 と 1 の間に制限されるが、その結果としてスクワークルの「角」は内側の円と正方形の角との間で非線形な補間となる。{\displaystyle s_{L}} を意図する角の線形補間された位置とすると、以下の関係式によって {\displaystyle s_{L}} を {\displaystyle s} に変換し、スクワークルの公式に用いることで、正しく補間されたスクワークルが得られる。
{\displaystyle s=2{\frac {\sqrt {(3-2{\sqrt {2}})s_{L}^{2}-(2-{\sqrt {2}})s_{L}}}{(1-(1-{\sqrt {2}})s_{L})^{2}}}}

## 周期的なスクワークル
もう一つの種類のスクワークルは三角法から生じる。このタイプのスクワークルは R2 上で周期的であり、次の方程式を持つ。
{\displaystyle \cos \left({\frac {s\pi x}{2r}}\right)\cos \left({\frac {s\pi y}{2r}}\right)=\cos \left({\frac {s\pi }{2}}\right)}
ここで r はスクワークルの短半径、s は四角さのパラメータ、x と y は区間 (−r, r) 内にある。s が極限において 0 に近づくと、方程式は円になる。s = 1 のとき、方程式は正方形になる。

## 類似の図形

スクワークル（青）と角丸四角形（赤）の比較。

### 角丸四角形
スクワークルに似た図形として角丸四角形（rounded square）がある。これは、4つの円の四分円を分離し、その端を直線で結ぶか、あるいは正方形の4辺を分離し、四分円でつなぐことによって生成できる。このような図形はスクワークルと非常によく似ているが、同一ではない。角丸四角形の構築は概念的にも物理的にも単純かもしれないが、スクワークルの方が方程式は単純であり、はるかに容易に一般化できる。この結果の一つとして、スクワークルや他のスーパー楕円は容易に拡大・縮小することができる。これは、例えば入れ子状のスクワークルを作成したい場合に便利である。

### 切頂円

様々な形の切頂円

もう一つの類似図形は切頂円（truncated circle）である。これは、正方形と、それと中心を共有する円との共通部分の境界である。この円の直径は、正方形の一辺の長さより大きく、かつ正方形の対角線の長さより短い（これにより、各図形が他方の内部に含まれない内部点を持つことになる）。このような図形は、スーパー楕円や角丸四角形が持つ接線の連続性を欠いている。

### 角丸立方体
角丸立方体（rounded cube）はスーパー楕円体の観点から定義することができる。

### スフューブ
「スクワークル」という名称と同様に、スフューブ（sphube）は「sphere」（球）と「cube」（立方体）のかばん語である。これはスクワークルの3次元版である。3次元におけるFGスクワークルの方程式は次のようになる。
{\displaystyle x^{2}+y^{2}+z^{2}-{\frac {s^{2}}{r^{2}}}(x^{2}y^{2}+y^{2}z^{2}+x^{2}z^{2}-{\frac {s^{2}}{r^{2}}}x^{2}y^{2}z^{2})=r^{2}}
極座標では、スフューブは次のように媒介変数表示される。
{\displaystyle x={\frac {r\cos \theta \ \cos \phi }{\sqrt {1-s\cos ^{2}\theta \sin ^{2}\phi -s\sin ^{2}\theta }}}}
{\displaystyle y={\frac {r\cos \theta \ \sin \phi }{\sqrt {1-s\cos ^{2}\theta \cos ^{2}\phi -s\sin ^{2}\theta }}}}
{\displaystyle z={\frac {r\sin \theta }{\sqrt {1-s\cos ^{2}\theta }}}}
この場合、四角さのパラメータ s はスクワークルの場合と全く同じようには振る舞わないが、それでも s が 0 のときは曲面は球となり、s が 1 に近づくにつれて鋭い角を持つ立方体に近づく。

## 用途

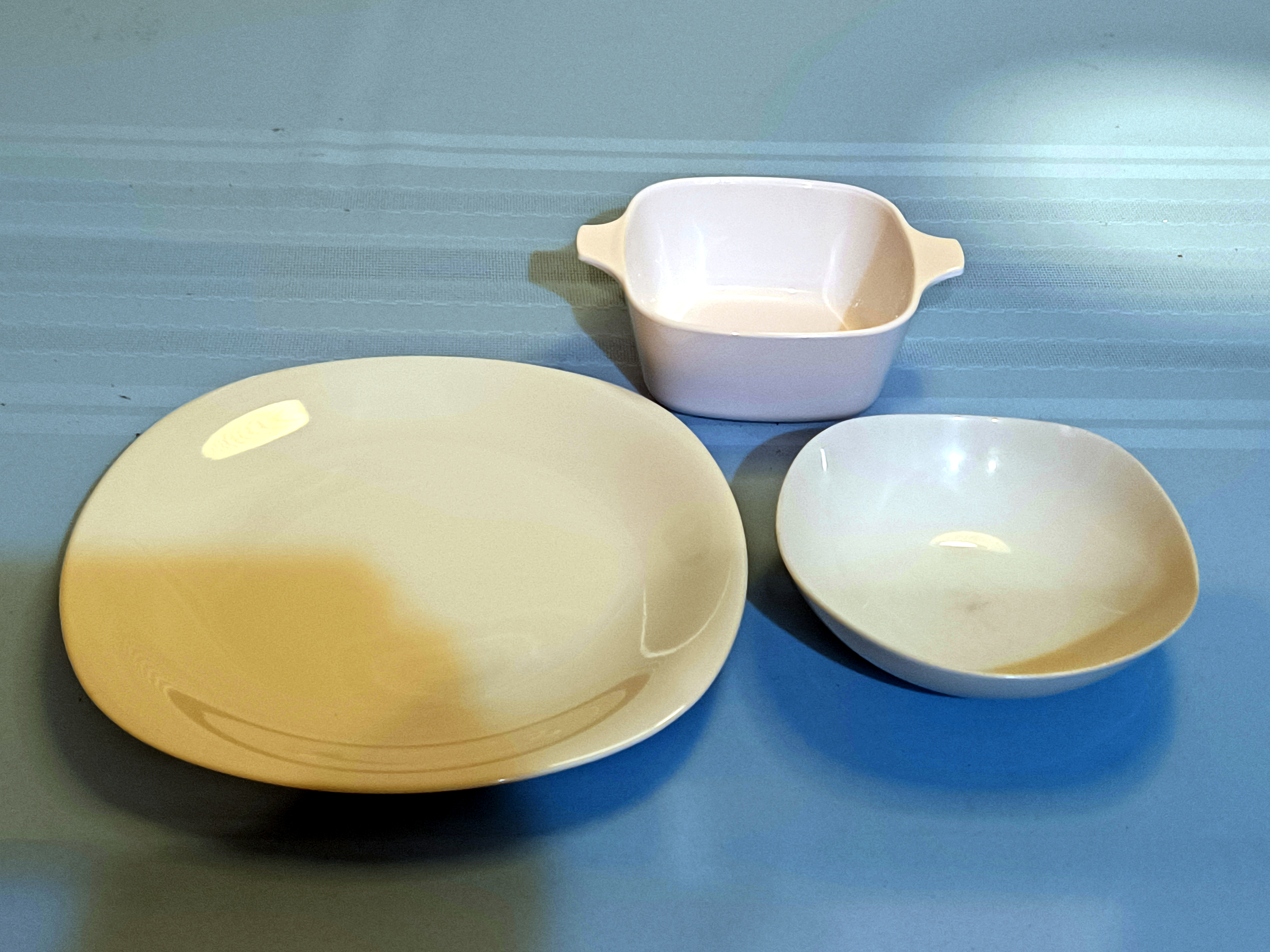
スクワークル型の磁器皿

スクワークルは光学において有用である。2次元の正方形の開口部を光が通過するとき、回折パターンにおける中心の斑点は、スクワークルやスーパー円でよく近似することができる。長方形の開口部が用いられる場合、その斑点はスーパー楕円で近似できる。
スクワークルは皿の製造にも用いられてきた。スクワークル型の皿は、同じ半径の円形の皿よりも面積が広く（したがってより多くの食べ物を載せられる）、それでいて長方形や正方形の食器棚で同じスペースしか占めない。
多くのノキアの携帯電話モデルは、スクワークル型のタッチパッドボタンを採用して設計されており、第2世代のMicrosoft Zuneも同様であった。Appleは、iOS、iPadOS、macOSのアイコンや、一部のApple製ハードウェアのホームボタンに、スクワークルの近似形（実際には5次のスーパー楕円）を使用している。Android Oreoで導入されたアダプティブアイコンの形状の一つはスクワークルである。Samsungは、AndroidソフトウェアオーバーレイであるOne UIや、Samsung Experience、TouchWizにおいて、スクワークル型のアイコンを使用している。
イタリアの自動車メーカーであるフィアットは、第3世代パンダの内外装デザインに多数のスクワークルを用いた。